# Psammotettix aliena
Psammotettix aliena är en insektsart som beskrevs av Anders Gustav Dahlbom 1850. Psammotettix aliena ingår i släktet Psammotettix och familjen dvärgstritar. Inga underarter finns listade i Catalogue of Life.